# Regierung Vanden Boeynants II
Die Regierung Vanden Boeynants II regierte Belgien vom 20. Oktober 1978 bis zum 18. Dezember 1978. An der Regierung waren sechs Parteien beteiligt: die flämischen (PSC) und wallonischen Christdemokraten (CVP), die flämischen (BSP) und wallonischen Sozialisten (PS), FDF und der VU.
Nachdem der von der Regierung Tindemans IV ausgehandelte Egmont-Pakt, der die föderale Struktur Belgiens und das Verhältnis der Sprachgemeinschaften regeln sollte, auf zunehmende Widerstände diverser Parteien stieß, erklärte Premierminister Leo Tindemans am 11. Oktober 1978 seinen Rücktritt. Neuer Premierminister wurde Paul Vanden Boeynants, dessen Regierung sich auf die gleichen Parteien wie ihre Vorgängerregierung stützte. Nach den Parlamentswahlen vom 17. Dezember 1978 bildete Premierminister Wilfried Martens eine neue Regierung, der die Volksunie nicht mehr angehörte.

## Zusammensetzung
| Amt                                                                  | Name                  | Partei | Partei |
| -------------------------------------------------------------------- | --------------------- | ------ | ------ |
| Premierminister und Verteidigungsminister                            | Paul Vanden Boeynants |        | PSC    |
| Vizepremierminister und Minister für den öffentlichen Dienst         | Léon Hurez            |        | PS     |
| Vizepremierminister und Justizminister                               | Renaat Van Elslande   |        | CVP    |
| Außenminister und Staatssekretär für regionale Wirtschaft            | Henri Simonet         |        | PS     |
| Wirtschaftsminister                                                  | Willy Claes           |        | BSP    |
| Sozialminister                                                       | Alfred Califice       |        | PSC    |
| Minister für Kommunikation                                           | Jos Chabert           |        | CVP    |
| Bildungsminister                                                     | Jef Ramaekers         |        | BSP    |
| Minister für Landwirtschaft und Mittelstand                          | Antoine Humblet       |        | PSC    |
| Ministerin für niederländische Kultur und flämische Angelegenheiten  | Rika De Backer        |        | CVP    |
| Bildungsminister                                                     | Joseph Michel         |        | PSC    |
| Minister für Gesundheit und Umwelt                                   | Luc Dhoore            |        | CVP    |
| Finanzminister                                                       | Gaston Geens          |        | CVP    |
| Minister für Außenhandel                                             | Hector De Bruyne      |        | VU     |
| Minister für Entwicklungszusammenarbeit                              | Lucien Outers         |        | FDF    |
| Minister für Post, Telekommunikation und Angelegenheiten von Brüssel | Léon Defosset         |        | FDF    |
| Minister für Pensionen                                               | Jos Wijninckx         |        | BSP    |
| Arbeitsminister                                                      | Guy Spitaels          |        | PS     |
| Innenminister                                                        | Henri Boel            |        | BSP    |
| Wissenschaftsminister                                                | Rik Vandekerckhove    |        | VU     |
| Minister für französische Kultur                                     | Jean-Maurice Dehousse |        | PS     |
| Minister für öffentliche Arbeiten und wallonische Angelegenheiten    | Guy Mathot            |        | PS     |
|                                                                      |                       |        |        |
| Staatssekretäre                                                      |                       |        |        |
| Staatssekretär für regionale Entwicklung                             | Robert Urbain         |        | PS     |
| Staatssekretär für den Haushalt                                      | Mark Eyskens          |        | CVP    |
| Staatssekretär für institutionelle Reformen                          | Ferdinand De Bondt    |        | CVP    |
| Staatssekretär für französische Kultur                               | François Persoons     |        | FDF    |
| Staatssekretär für Wirtschaft und Soziales                           | Roger De Wulf         |        | BSP    |
| Staatssekretär für institutionelle Reformen                          | Jacques Hoyaux        |        | PS     |
| Staatssekretär für niederländische Kultur und Soziales               | Vic Anciaux           |        | VU     |